# یهب‌الله سوم
مار یهب‌الله سوم (انگلیسی: Yahballaha III; ح. 1245 – ۱۳ نوامبر ۱۳۱۷) کشیش اهل اونگود بود. از سال ۱۲۸۱ تا ۱۳۱۷ ریاست کلیسای مشرق را در جریان آزار مسیحیان تحت سلطنت غازان خان و جانشین او محمد خدابنده اولجایتو برعهده داشت. او تقدم اسقف روم (پاپ) را پذیرفت و سعی بر اتحاد کلیسای مشرق با کلیسای روم نمود که این تلاش توسط اسقف‌های نسطوری رد شد.